# (24778) Nemsu
(24778) Nemsu (1993 KW1) – planetoida z pasa głównego asteroid okrążająca Słońce w ciągu 2,72 lat w średniej odległości 1,95 j.a. Odkryta 24 maja 1993 roku.